# Масло авокадо

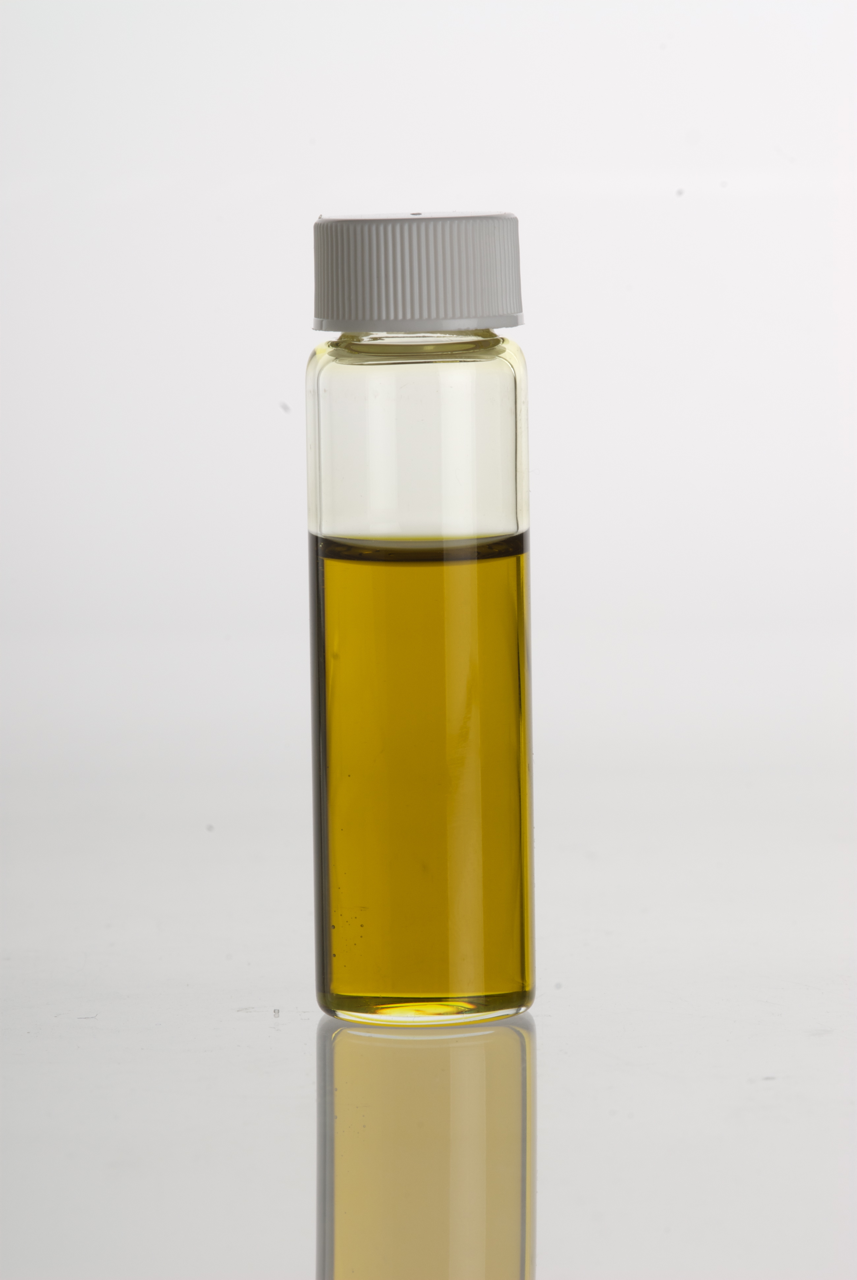
масло авокадо

Ма́сло авока́до — растительное масло, получаемое из плодов авокадо (Persea americana).
Используется в качестве пищевого, применяется при изготовлении косметики, в фармацевтической промышленности.
На вид зеленоватого цвета, имеет слегка ореховый вкус. Под воздействием света быстро становится коричневатым. После рафинирования масло авокадо зачастую приобретает бледно-жёлтый цвет.
Для изготовления масла отбирают зрелые плоды, после чего мякоть отделяют от кожицы и косточек и отжимают под температурным контролем. Затем при помощи центрифуги масло отделяют от жмыха и перекачивают в ёмкости (как правило, из нержавеющей стали).
Жирнокислотный состав: олеиновой кислоты до 80%; пальмитиновой кислоты до 32%; линолевой кислоты до 18%; пальмитолеиновой кислоты до 13%; линоленовой кислоты до 5%; стеариновой кислоты до 1,5%.

## Использование в косметологии
Масло авокадо активно применяется в косметологии как средство восстановления кожи, а также, благодаря содержанию авокутина, для лечения жирной себореи и акне. Состав масла авокадо близок к составу защитной мантии здоровой кожи, в нем содержатся фитостеролы и витамин E, помогающие восстановлению клеток эпидермиса, а витамин A способствует сохранению молодости кожи. Наименования согласно международной классификации: Persea Gratissima Oil, Butyl Avocadate (авокутин) .